# Beta-apiozil-beta-glukozidaza
Beta-apiozil-beta-glukozidaza (EC 3.2.1.161, izoflavonoid-7-O-beta(D-apiozil-(1->6)-beta-D-glukozid) disaharidaza, izoflavonoid 7-O-beta-apiozil-glukozid beta-glukozidaza, furkatinska hidrolaza) je enzim sa sistematskim imenom 7-(beta-D-apiofuranozil-(1->6)-beta--glukopiranoziloksi)izoflavonoid beta-D-apiofuranozil-(1->6)-D-glukohidrolaza. Ovaj enzim katalizuje sledeću hemijsku reakciju
7-[beta--apiofuranozil-(1->6)-beta--glukopiranoziloksi]izoflavonoid + 2O {\displaystyle \rightleftharpoons } 7-hidroksiizoflavonoid + beta-D-apiofuranozil-(1->6)-D-glukoza
Enzim iz tropskog drveta Dalbergia nigrescens Kurz pripada familiji  1 glikozil hidrolaza.

## Literatura
- Nicholas C. Price; Lewis Stevens (1999). Fundamentals of Enzymology: The Cell and Molecular Biology of Catalytic Proteins (Third изд.). USA: Oxford University Press. ISBN 019850229X.
- Eric J. Toone (2006). Advances in Enzymology and Related Areas of Molecular Biology, Protein Evolution (Volume 75 изд.). Wiley-Interscience. ISBN 0471205036.
- Branden C; Tooze J. Introduction to Protein Structure. New York, NY: Garland Publishing. ISBN 0-8153-2305-0.
- Irwin H. Segel. Enzyme Kinetics: Behavior and Analysis of Rapid Equilibrium and Steady-State Enzyme Systems (Book 44 изд.). Wiley Classics Library. ISBN 0471303097.
- William P. Jencks (1987). Catalysis in Chemistry and Enzymology. Dover Publications. ISBN 0486654605.

## Spoljašnje veze
- Beta-apiosyl-beta-glucosidase на 